# Cameraria angustifolia
Cameraria angustifolia är en oleanderväxtart som beskrevs av Carl von Linné. Cameraria angustifolia ingår i släktet Cameraria och familjen oleanderväxter. Inga underarter finns listade i Catalogue of Life.